# Vera Schenone
Vera Schenone (Torino, 25 aprile 1940) è un'ex sciatrice alpina italiana.

## Biografia

### Carriera sciistica
Sciatrice polivalente sorella di Carlo, a sua volta sciatore alpino, Vera Schenone esordì in campo internazionale non ancora quindicenne in occasione del trofeo Arlberg-Kandahar 1955 (Mürren, 11-13 marzo), dove si classificò 33ª nella discesa libera; l'anno dopo partecipò ai VII Giochi olimpici invernali di Cortina d'Ampezzo 1956 (26 gennaio-5 febbraio), sua unica presenza olimpica nonché esordio iridato, dove fu la più giovane rappresentante dell'Italia: si piazzò 36ª nella discesa libera, 29ª nello slalom speciale e non completò lo slalom gigante.
Nel 1958 fu 2ª nello slalom gigante di Saalfelden del 26 gennaio e ai successivi Mondiali di Badgastein 1958 (2-9 gennaio), sua ultima presenza iridata, si classificò 9ª nella discesa libera, 26ª nello slalom gigante e non completò lo slalom speciale; nel prosieguo della stagione si piazzò 3ª nello slalom speciale della Coppa Foemina (Abetone, 5-6 aprile) e in quella successivo fu 2ª nello slalom speciale dell'Otto Furrer Memorial (Zermatt, 13-15 marzo 1959). L'ultima competizione internazionale alla quale partecipò fu il trofeo Arlberg-Kandahar 1961 (Mürren, 10-12 marzo), dove si classificò 23ª nella discesa libera, 10ª nello slalom speciale e 15ª nella combinata.

### Altre attività
Dopo il ritiro ha gestito assieme al fratello Carlo un negozio di articoli sportivi a Torino; il 3 gennaio 2025 l'ex sciatrice, affetta da demenza, è stata arrestata per aver sparato e ferito gravemente il suo vicino di casa a Moncalieri.

## Palmarès

### Campionati italiani
- 15 medaglie[10]:
  - 6 ori (discesa libera, slalom gigante, slalom speciale nel 1956; discesa libera, slalom speciale nel 1957; slalom speciale nel 1960)
  - 5 argenti (slalom speciale nel 1955; slalom gigante nel 1957; slalom speciale nel 1958; discesa libera, slalom gigante nel 1960)
  - 4 bronzi (slalom speciale nel 1954; slalom gigante, discesa libera nel 1958; slalom gigante nel 1959)